# Agustín Eyzaguirre
Agustín de Manuel Eyzaguirre Arechavala (Santiago do Chile, 3 de maio de 1768 —  Santiago do Chile, Chile, 19 de julho de 1837) foi um personagem político chileno, sendo Presidente do Chile entre 1826 e 1827.
Começou sua carreira política como um dos membros da Junta de Governo estabelecido em março, 1813, ao lado de José Miguel Infante e José Ignacio Cienfuegos, o que durou até 7 de março, 1814, no período conhecido como o "Patria Vieja" (Estado Velho).    
Durante a reconquista do Chile pelo governo espanhol, ele se exilou-se, retornando ao país ao final da independência em 1817. Em 28 de janeiro de 1823, tornou-se membro novamente da Junta de Governo que, juntamente com José Miguel Infante e Fernando Errázuriz, assumiram o cargo de de Diretor Supremo que pertencia a Bernardo O'Higgins. Essa situação perdurou até 4 de abril de 1823 quando Ramón Freire assumiu como novo Diretor Supremo.
Em 8 de julho de 1826 foi eleito vice-presidente, acompanhado do almirante Manuel Blanco Encalada que foi eleito Presidente. Ambos tomaram posse em 14 de agosto de 1826. Com a resignação do presidente Blanco Encalada, ele assumiu a presidência em 10 de setembro de 1826. Agustín foi deposto por um golpe militar em 25 de janeiro de 1827.  
Agustín faleceu na cidade de Santiago do Chile em 19 de julho de 1837.  

## Ministros de Estado
| Ministério                     | Nome/Período                                                          |
| ------------------------------ | --------------------------------------------------------------------- |
| Interior e Relações Exteriores | Manuel José Gandarillas (1826-1827)                                   |
| Guerra e Marinha               | Luis de la Cruz (1826) José Antonio Rodríguez Aldea (1826-1827)       |
| Fazenda                        | Agustín Vial Santelices (1826) Melchor de Santiago Concha (1826-1827) |